# Demjén
Demjén è un comune dell'Ungheria di 660 abitanti (dati 2001). È situato nella contea di Heves.